# Літва (Вармінсько-Мазурське воєводство)
Літва (пол. Litwa) — село в Польщі, у гміні Мілаково Острудського повіту Вармінсько-Мазурського воєводства.